# تقاطع بانک
تقاطع بانک (انگلیسی: Bank junction) یک تقاطع اصلی و مهم در شهر لندن، انگلستان است.
نام این تقاطع به دلیلی نزدیکی به بانک انگلستان انتخاب شده است. از اماکن مهم نزدیک به این تقاطع میتوان به منشن هاوس و ایستگاه بانک اشاره کرد.